# Der Abenteurer
Der Abenteurer (auch bekannt als Charlie als Sträfling) ist eine US-amerikanische Filmkomödie aus dem Jahre 1917, die Charles Chaplin für die Mutual Film Corporation inszenierte.

## Handlung
Ein Sträfling hat es geschafft, aus dem Gefängnis zu entkommen. Der Gefängniswächter nimmt die Verfolgung auf. Auf seiner Flucht rettet ersterer eine junge Frau und deren Mutter vor dem Ertrinken. Er wird von den Damen nach Hause eingeladen. Eine Feier wird zu Ehren des Helden abgehalten. Der Freund der jungen Frau will ihn loswerden. In der Zeitung erscheint ein Artikel über die Heldentat mit seinem Foto, was den Wächter wieder auf seine Spur bringt.

## Kritiken
Iain Scott vom Portal "The One-Line-Review" bezeichnete den Kurzfilm als einfallsarmen Stoff, leidlich unterhaltend, mit einigen langweilenden Stellen.

## Hintergrund
Der Film ist der letzte von zwölf Kurzkomödien, die Charles Chaplin von 1916 bis 1917 für die Mutual Film Corporation drehte.
Die Rolle des Familienchauffeurs besetzte Chaplin mit Toraichi Kono (高野 虎市), seinem eigenen Chauffeur, Sekretär und Leibwächter.
Für Eric Campbell war es der letzte Film, in dem er mitspielte. Chaplin, der einen neuen Vertrag mit First National unterschrieben hatte, plante Campbell als Bösewicht in seine nächsten Filmprojekte ein. Doch Campbell verstarb im Dezember 1917 an den Verletzungen, die er sich bei einem Autounfall, den er betrunken verursacht hatte, zugezogen hatte.